# Tyrannenmord

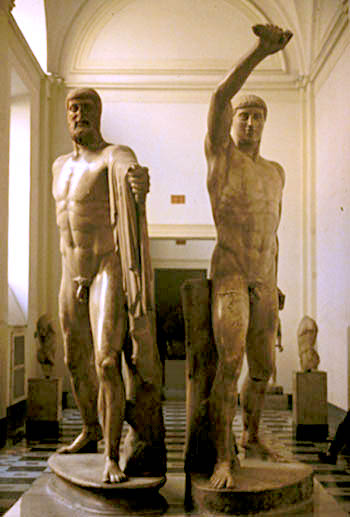
Statuengruppe der Tyrannenmörder

Der Begriff Tyrannenmord steht für die Tötung – meist durch Attentat – eines als ungerecht empfundenen Herrschers (Tyrannen, vgl. Tyrannis), dem vorgeworfen wird, das Volk bzw. die Bürger gewaltsam zu unterdrücken. Es handelt sich um einen politischen Mord.
Bereits in der antiken Philosophie wurde diskutiert, ob der Tyrannenmord ein legitimes Mittel zur Befreiung der Bürger sei. Es stellt sich die ethische Frage, was für die Angehörigen eines Gemeinwesens (ob nun Polis oder Königreich) schwerer zu verantworten ist: dass die Mitbürger Unterdrückung, Gewalt oder gar den Tod durch den Tyrannen erleiden oder dass man die Schuld eines Mordes auf sich lädt, wenn man den Gewaltherrscher durch ein Attentat beseitigt.  Im antiken Griechenland setzte sich spätestens im 4. Jahrhundert v. Chr. die Position durch, der Mord an einem Tyrannen sei nicht nur straffrei, sondern sogar eine löbliche Tat. Da die Frage, ob es sich bei einer bestimmten Person tatsächlich um einen „Tyrannen“ handelte, aber zu allen Zeiten kaum objektiv zu entscheiden war, konnte und kann der Tyrannenvorwurf stets auch zur Rechtfertigung politischer Gewalt missbraucht werden.
Weil dadurch auch die bestehende staatliche Ordnung (die Alleinherrschaft als Monarchie oder Diktatur) grundsätzlich in Frage gestellt wird, lehnten die „Monarchien“ der Neuzeit den Tyrannenmord vehement ab. Das deutsche Grundgesetz enthält seit 1968 in Art. 20 Abs. 4 ein Widerstandsrecht (siehe Erläuterung zu Art. 20 GG). Es ist im Staatsrecht umstritten, ob davon auch das Recht auf Anschläge oder gar Tötungen umfasst ist. Einige Meinungen bejahen dies, sofern das Ziel ist, die grundgesetzliche freiheitliche demokratische Grundordnung wiederherzustellen.

## Geschichte
Der berühmteste, lange Zeit weithin bekannte Tyrannenmord der Antike geschah im Jahr 514 v. Chr. in Athen: Harmodios und Aristogeiton verübten ein Attentat auf den Tyrannen-Bruder Hipparchos; er kam dabei zu Tode. Der Anschlag galt später als Geburtsstunde der Demokratie in Athen, auch wenn bereits Thukydides darauf hinwies, es sei in Wahrheit um persönliche Kränkungen gegangen und Hipparchos sei an der Tyrannis seines Bruders gar nicht beteiligt gewesen. Den Attentätern weihten die Athener, die erst vier Jahre nach der Tat durch die Spartaner von der Herrschaft des Hippias befreit wurden, später ein Denkmal in Form einer Figurengruppe des Strengen Stils, die in Form römischer Kopien der Neuzeit erhalten blieb. Die ältere, originale Figurengruppe des Antenor existiert nicht mehr. Es ging den Athenern darum, den Anteil der Spartaner an der Beseitigung der Alleinherrschaft zu vertuschen, indem man stattdessen den Mord an Hipparchos in den Mittelpunkt rückte.
Im Hellenismus galt die Demokratie den Griechen dann als einzige legitime Staatsform einer Polis; im Rahmen innenpolitischer Konflikte (Staseis) warfen die verfeindeten Gruppen einander nun regelmäßig vor, eine Tyrannis errichtet zu haben, so dass tödliche Gewalt gerechtfertigt sei. Während einige Forscher diese Zuschreibungen akzeptieren und von einem beständigen Kampf zwischen Demokraten und ihren Feinden ausgehen, betrachten andere den Tyrannenvorwurf primär als Element der Bürgerkriegsrhetorik, weshalb im Einzelfall oftmals nicht mehr entschieden werden könne, ob es sich bei einer Gewalttat um einen Tyrannenmord oder lediglich um einen Anschlag auf einen politischen Rivalen handelte.
Cicero bezeugt jedenfalls, dass der Mord an Hipparchos auch in Rom bis zu dem Mord an Julius Caesar in aller Munde gewesen sei. Die Tötung dieses römischen Diktators am 15. März 44 v. Chr. ist eines der bekanntesten Beispiele für den Tyrannenmord; auch in diesem Falle war man sich jedoch uneins darüber, ob Caesar tatsächlich ein Tyrann gewesen sei: Wenige Tage nach seinem Tod entschied der Senat, die Tötung Caesars sei unrechtmäßig gewesen, gestand den Tätern aber eine Amnestie zu. In der Spätantike wurde es dann üblich, jeden gescheiterten Usurpator und jeden gestürzten Kaiser als tyrannus zu bezeichnen: In den Quellen lässt sich in der Regel nur die Perspektive der späteren Sieger greifen.
Innerhalb der mittelalterlichen Scholastik beschäftigten sich besonders Johannes von Salisbury, Francisco Suárez, Luis de Molina sowie Thomas von Aquin mit der Thematik. Problematischer Ausgangspunkt war, dass die christliche Tradition nach dem Römerbrief (13,1-7 ) und dem ersten Petrusbrief (2,13-17 ) die weltliche Obrigkeit, sei sie Geschenk oder Geißel Gottes, lange als unantastbar ansah. Gehorsam ihr gegenüber sei geboten und ein Widerstandsrecht existiere nicht. Unter Berücksichtigung der auf Aristoteles zurückgehenden Unterscheidung zwischen einem illegitim und einem legitim an die Macht gekommenen Tyrannen (Tyrannus usurpationis / Tyrannus regiminis) entwickelte die Scholastik Unterscheidungspunkte zur moralischen Bewertung des Widerstandes gegen die Tyrannis und den Tyrannenmord. Die Bewertung der Tyrannentötung blieb allerdings kontrovers.
Nach Thomas von Aquin ist der gewaltsame Widerstand gegen die Tyrannei nicht als unrechtmäßiger Aufruhr (Seditio) zu bezeichnen, wenn die Tyrannei ein unerträgliches Maß (Excessus intolerabilis) erreicht hat, keine gewaltfreien Mittel zur Verfügung stehen und keine Hilfe einer höheren Instanz gegeben ist. Dabei darf der Widerstand gegen die Tyrannei nicht derart ungeordnet (inordinate) sein, dass er mehr Unrecht und Leid bewirkt,  als die Tyrannis, die man beseitigen will. Für Thomas von Aquin ist der Tyrann der Aufrührer (seditiosus), wenn er Zwietracht und Aufruhr ins Volk bringt und das Gemeinwohl veruntreut. Gegen einen rechtmäßig an die Macht gekommenen Tyrannen darf man nicht aus privater Anmaßung (Praesumptione privata), sondern nur durch eine legitimierte öffentliche Autorität (Auctoritate publica) vorgehen. Ist dies der Fall, dann darf der Usurpator mit allen Mitteln bekämpft werden und im Extremfall auch getötet werden.
In der frühen Neuzeit (16./17. Jh.) traten verschiedene Staatstheoretiker für ein Recht des Volkes zum Widerstand gegen einen legitimen, aber seine Macht missbrauchenden Herrscher ein. Die sogenannten Monarchomachen befürworteten im Extremfall dessen Tötung und gaben dem Beseitigen von ungerechter Herrschaft quasi naturrechtlichen Status.
Immanuel Kant misstraute dem Widerstandsrecht: Es könne leicht zum Vorwand Einzelner werden, um sich gegen den Staat zu stellen. Auch dem deutschen Rechtspositivismus des 19. Jahrhunderts war das Widerstandsrecht suspekt; der Rebell Friedrich Schiller hingegen (siehe unten) befürwortete es. Dagegen erachteten die Vereinigten Staaten, Frankreich und Großbritannien es in Unrechtsstaaten für legitim.
Im 19. Jahrhundert entwickelten europaweit Revolutionäre, darunter der Russe Bakunin und der Franzose Paul Brousse, unter dem Schlagwort Propaganda der Tat die theoretischen Grundlagen des Anarchismus und Nihilismus, die zu einer Reihe von politischen Morden führten.

Anarchismus ist eine politische Ideenlehre oder Philosophie, die Herrschaft von Menschen über Menschen und jede Art von Hierarchie als Form der Unterdrückung von individueller und kollektiver Freiheit ablehnt.
Anarchisten begingen zum Beispiel folgende Morde:
- Narodniki verübten Anschläge auf Zar Alexander II.; dieser starb 1881 bei einem Bombenanschlag.
- Am 24. Juni 1894 tötete der junge italienische Einwanderer Sante Geronimo Caserio den französischen Präsidenten Carnot.
- Leon Czolgosz schoss am 6. September 1901 in Buffalo (New York) auf den Präsidenten William McKinley. Dieser starb acht Tage später.

### Attentat auf Hitler 1944
Unter den im Widerstand gegen den Nationalsozialismus aktiven Personen, zum Beispiel im Kreisauer Kreis, ist die Legitimität eines Attentats auf Hitler lange und sehr ernsthaft diskutiert worden. Erst Militärs wie Henning von Tresckow und Claus Schenk Graf von Stauffenberg konnten sich etwa 1942 zu einer konsequenten, den Tyrannenmord bejahenden Haltung durchringen.
Das Attentat vom 20. Juli 1944 auf Hitler wurde nach 1945 kontrovers diskutiert. Während Befürworter der NS-Propaganda die Attentäter als Verräter betrachteten und meinten, man dürfe dem obersten Feldherrn in seinem Bemühen, das Kriegsglück zu wenden, nicht in den Rücken fallen, hielt eine mit dem Abstand zum Zweiten Weltkrieg immer größer werdende Mehrheit das Attentat auf Hitler für gerechtfertigt. Nur durch den Tod Hitlers hätte das massenhafte Sterben im aussichtslosen Kampf an der Front, in Konzentrationslagern und im Bombenhagel der Luftangriffe früher beendet werden können. Die Attentäter hätten in einer naturrechtlich rechtfertigenden Nothilfesituation gestanden.
Allen Welsh Dulles (1893–1969), von 1953 bis 1961 einflussreicher Direktor der CIA, befürwortete politische Morde. Dulles war während des Zweiten Weltkrieges in der neutralen Schweiz Gesandter des Office of Strategic Services in Bern. Er diente als Anlaufstelle für Zuträger und Widerstandskämpfer aus Deutschland, arbeitete an der Aufklärung deutscher Pläne und Aktivitäten und stand in enger Verbindung zu dem Mitverschwörer des 20. Juli 1944 Hans Bernd Gisevius.

## Tyrannenmord in der Literatur
Das Motiv des Tyrannenmordes wird auch in der Literatur aufgegriffen. Bekannte Beispiele hierfür sind u. a.
- Friedrich Schiller: Die Bürgschaft, Die Jungfrau von Orléans, Wilhelm Tell
- William Shakespeare: Julius Cäsar
- Rolf Hochhuth: Judith